# Американское музыковедческое общество
Американское музыковедческое общество (American Musicological Society) — основная общественная организация, объединяющая профессиональных музыковедов-резидентов США.
Общество (AMS) основано в 1934 году. Среди основателей Карл Энгель, Густав Риз, Оливер Странк и другие учёные. Первый президент AMS (1935-36, 1941-42) — библиотекарь и музыковед Отто Кинкелди (Kinkeldey). В разное время президентами AMS (избираются на два года) были Курт Закс (1949-50), Густав Риз (1951-52), Мюррей Барбур (1957-58), Оливер Странк (1959-60), Клод Палиска (1971-72), Джанет Кнапп (1975-76), Джеймс Хаар (1977-78), Говард М. Браун (1979-80), Кристофер Рейнолдс (2013-14), Эллен Т. Харрис (2015-16), Марта Фельдман, Джорджия Коварт, Джулия Камминг (2025). Современная организация насчитывает более 3000 членов, уплачивающих ежегодный взнос. Раз в год AMS в разных городах США устраивает крупную научную конференцию (обычно четырёхдневную), включающую помимо докладов презентации, чествования, присуждение призов и стипендий, концерты. Штаб-квартира AMS находится в Нью-Йорке.
С 1948 г. AMS трижды в год выпускает научный журнал «Journal of the American Musicological Society» (JAMS), напечататься в котором для любого члена AMS считается чрезвычайно почётным. Электронные факсимиле журнала доступны в базе данных JSTOR.